# Вятская улица (Москва)
Вя́тская у́лица (название с XIX века) — улица в Северном административном округе города Москвы на территории Савёловского района.

## История
Улица получила своё название в XIX веке. Существует предположение, что это искаженное «Вязкая улица» («вязь» — грязь, болотистое место), которое решили «облагородить», поэтому ассоциация с гидронимом Вятка (приток реки Камы) или городом Вяткой (с 5 декабря 1934 года — Киров) может быть ложной. В состав улицы вошёл бывший Вятский проезд.

## Расположение
Вятская улица проходит от улицы Нижняя Масловка, являющейся частью Третьего транспортного кольца, на север, пересекает 1-ю Квесисскую улицу и 2-ю Квесисскую улицу, с запада к улице примыкает Писцовая улица, Вятская улица проходит далее, пересекает 1-ю Хуторскую улицу и проходит до 2-й Хуторской улицы. Нумерация домов начинается от улицы Нижняя Масловка.

## Примечательные здания и сооружения
По нечётной стороне:
- д. 27 — бизнес-парк «Фактория» (бывшая шёлкопрядильная фабрика «Пролетарский труд», 1899);
- д. 35 — усадьба Густава Келлера (1909-1911, арх-р Михаил Матвеевич Черкасов). Усадьба на этом участке существовала уже в конце XVIII века, в дальнейшем она сменила многих хозяев и неоднократно перестраивалась. В 1908 году вдова московского купца К. П. Ларионова продала её Густаву Кенингу, владельцу предприятия про продаже и производству машин для литографии и тиснения. Про приглашению Келлера архитектор Черкасов полностью перестроил усадьбу: в ней появились новый двухэтажный главный дом, отдельные строения дворницкой, мастерской, конюшни и каретного сарая. В 1914 году усадьбу Келлера выкупил Брокард, после революции главный усадебный дом занимал райком комсомола Тимирязевского района[4].
- д. 37 — здание бывшей картонажной фабрики, 1903 год. В годы Первой Мировой его занимал Корпус Пабьяницкого общества химической промышленности. В 1940-е годы дом отдали Училищу художественных ремесел. В ноябре 2020 года дом снесли, на его месте планируют построить детскую поликлинику[5][6][7].
- д. 41 — комплекс зданий стадиона «Автомобилист»;
- д. 41а — бывший клуб фабрики «Свобода»; архитектор К. С. Мельников, 1929
- д. 47 — косметическая фабрика «Свобода» (бывшая парфюмерная фабрика Ралле; архитектор О.-Ж. Ф. Дидио).

По чётной стороне:
- д. 28 — специализированная детско-юношеская школа олимпийского резерва № 25.

## Транспорт

### Автобус
- По всей Вятской улице проходит автобус 427.
- По южному участку Вятской улицы (только от центра) от улицы Нижняя Масловка до 2-й Квесисской улицы проходят автобусы т29, 427 и имеют там остановку «Вятская улица».

### Метро
- Станция метро  Дмитровская — северо-восточнее улицы, на Бутырской улице.
- Станции метро «Савёловская» Серпуховско-Тимирязевской линии и «Савёловская» Большой кольцевой линии (соединены переходом) — юго-восточнее улицы, на площади Савёловского Вокзала.

### Железнодорожный транспорт
- Платформа Дмитровская Рижского направления Московской железной дороги — у северного конца улицы, между Бутырской улицей, Дмитровским проездом, 2-й Хуторской улицей и 2-м Хуторским переулком.
- Платформа Савёловская Алексеевской соединительной линии Московской железной дороги — юго-восточнее улицы, на площади Савёловского Вокзала.
- Савёловский вокзал (пассажирский терминал станции Москва-Бутырская Савёловского направления Московской железной дороги) — юго-восточнее улицы, на площади Савёловского Вокзала.